# 김기웅 (1961년)
김기웅(金基雄, 1961년 9월 15일~)은 대한민국의 공무원 출신 정치인이다. 제22대 국회의원이다. 제27대 통일부차관(2022. 5.~2023. 7.)을 지냈다.
2005년 6월 15일에 평양에서 열린 민족통일대축전을 앞두고 대한민국측의 실무협의를 맡았다.
윤석열 정부 출범 이후 통일부 차관으로 임명되었다. 2023년 6월에 차관직에서 물러났다.
제22대 국회의원 선거를 앞두고 대구 중구·남구 선거구에 공천되었던 도태우가 공천이 취소되면서 전략공천되었다. 개표 결과 57.91%의 득표율을 기록하면서 당선되었다.

## 학력
- 대구삼영국민학교 졸업
- 대건중학교 졸업
- 성광고등학교 졸업
- 서울대학교 사회과학대학 외교학 학사
- 서울대학교 대학원 정치학 석사

## 경력
- 국토통일원 5급 특채
- 1990. 6. 통일원 남북회담사무국 회담운영과 사무관
- 2001. 7. 통일부 교류협력국 총괄과 서기관
- 2003. 4. 정세현 통일부 장관 비서관
- 2004. 8. 통일부 통일정책실 정책기획과장
- 2005. 2. 통일부 남북회담사무국 회담기획과장
- 2005. 7. 외교부 대북정책 협력과장
- 2006. 7. 통일부 평화체제구축팀장
- 2008. 3. 통일부 개발기획팀장
- 2008. 9. 통일부 개성공단사업지원단 기획총괄팀장
- 2009. 2. 통일부 남북회담본부 회담기획부 회담1과장, 부이사관
- 2010. 6. 통일부 통일정책실 통일정책기획관
- 2012. 1. 통일부 정세분석국장, 이사관
- 2013. 7. 통일부 남북협력지구발전기획단장
- 2014. 4. 통일부 통일정책실장, 관리관
- 2014. 12.~2016. 7. 통일부 남북회담본부장
- 2016. 7.~2017. 5. 대통령비서실 외교안보수석비서관실 통일비서관
- 2022. 5.~2023. 6. 제27대 통일부 차관
- 2024. 4. 10. 대한민국 제22대 국회의원 선거 당선(대구 중구·남구, 국민의힘, 초선)
- 2024. 5.~ 제22대 국회의원(대구 중구·남구, 국민의힘, 초선)
  - 2024. 6.~ 제22대 국회 전반기 외교통일위원회 위원
  - 제22대 국회 전반기 외교통일위원회 법안심사소위원회 위원
  - 제22대 국회 전반기 외교통일위원회 예산·결산·기금심사 소위원회 위원
  - 국회 글로벌외교안보포럼 구성의원
  - 북한 그리고 통일 연구책임의원
  - 국회 인공지능 포럼 : 첨단기술과 사회·문화적 가치의 정립 구성의원
  - 2024.12.~2024. 12. 제22대 국회 헌법재판소 재판관(마은혁·정계선·조한창) 선출에 관한 인사청문특별위원회 위원
  - 2025. 6.~ 제22대 국회 예산결산특별위원회 위원
- 2024. 5.~ 국민의힘 대구광역시당 중구·남구 당원협의회 위원장
- 2025. 5.~2025. 6.: 제21대 대통령 선거 국민의힘 김문수 대통령 후보 대구 선거대책위원회 홍보대책본부장

## 역대 선거 결과
| 실시년도 | 선거   | 대수 | 직책     | 선거구         | 정당     | 득표수   | 득표율          | 순위 | 당락 | 비고 |
| -------- | ------ | ---- | -------- | -------------- | -------- | -------- | --------------- | ---- | ---- | ---- |
| 2024년   | 총선   | 22대 | 국회의원 | 대구 중구·남구 | 국민의힘 | 72,380표 | \| \| 57.91% \| | 1위  |      | 초선 |
|          | 57.91% |      |          |                |          |          |                 |      |      |      |

## 소속 정당
| 소속 정당 | 소속 정당 | 소속 기간 | 비고      |
| --------- | --------- | --------- | --------- |
|           | 국민의힘  | 2024~현재 | 정계 입문 |

## 같이 보기
- 대구 남구의 국회의원
- 대구 중구의 국회의원
- 중구·남구 (대구 선거구)
- 대한민국의 통일부 차관